# Čchin Čchien
Čchin Čchien (čínsky pchin-jinem Qín Qiàn, znaky 秦茜; * 7. prosince 1987 Tchang-šan) je čínská zápasnice – judistka.

## Sportovní kariéra
Připravuje se v Tchien-ťinu pod vedením trenérky Wu Wej-feng. V čínské ženské reprezentaci se začala prosazovat v těžké váze nad 78 kg v roce 2008 vedle své sparringpartnerky Tchung Wen. V roce 2012 se kvalifikovala na olympijské hry v Londýně, ale v nominaci musela ustoupit své zkušenější kolegyni. Po olympijských hrách v Londýně převzala pozici reprezentační jedničky, kterou však dlouhodobě neudržela. Na mezinárodních turnajích se od roku 2013 objevuje sporadicky. V roce 2016 se na olympijské hry v Riu nekvalifikovala.

### Vítězství
- 2009 – 2x světový pohár (Abú Zabí, Čching-tao)
- 2010 – turnaj mistrů (Suwon)
- 2011 – 1x světový pohár (Praha)
- 2012 – 1x světový pohár (Budapešť), turnaj mistrů (Almaty)
- 2013 – 1x světový pohár (Čching-tao)
- 2015 – 1x světový pohár (Ulánbátar)

## Výsledky

### Váhové kategorie
| Turnaj            | 2006       | 2007       | 2008       | 2009       | 2010       | 2011       | 2012       |
| Turnaj            | 19         | 20         | 21         | 22         | 23         | 24         | 25         |
| Turnaj            | těžká váha | těžká váha | těžká váha | těžká váha | těžká váha | těžká váha | těžká váha |
| ----------------- | ---------- | ---------- | ---------- | ---------- | ---------- | ---------- | ---------- |
| Olympijské hry    |            |            | —          |            |            |            | —          |
| Mistrovství světa | —          |            | —          | —          | 2.         | 2.         |            |
| Asijské hry       | —          |            |            |            | 2.         |            |            |
| Mistrovství Asie  |            | —          | —          | —          |            | 5.         | 1.         |
| Univerziáda       |            | —          |            | 1.         |            | 1.         |            |
| Akademické MS     | 2.         |            |            |            |            |            |            |
| MS juniorů        | 1.         |            |            |            |            |            |            |

### Bez rozdílu vah
| Turnaj            | 2006 | 2007 | 2008 | 2009 | 2010 | 2011 | 2012 |
| Turnaj            | 19   | 20   | 21   | 22   | 23   | 24   | 25   |
| ----------------- | ---- | ---- | ---- | ---- | ---- | ---- | ---- |
| Mistrovství světa | —    |      | 5.   |      | 2.   | 5.   |      |
| Asijské hry       | —    |      |      |      | —    |      |      |
| Mistrovství Asie  |      | —    | —    | —    |      |      |      |
| Univerziáda       |      | —    |      | —    |      | —    |      |
| Akademické MS     | 1.   |      |      |      |      |      |      |